# Superstrada H7
La superstrada H7 (hitra cesta H7 "strada veloce H7") è una superstrada slovena che collega la città di Lendava con la città ungherese di Körmend.
Dal 1º luglio 2008 è obbligatorio, su tutte le autostrade e superstrade, l'uso di un bollino per il pagamento del pedaggio, dal costo variabile a seconda del periodo di validità e del mezzo di trasporto.

## Storia
La Superstrada H7 è stata costruita e inaugurata nel 2008 in concomitanza con la A5 . Alcune parti a due corsie furono in parte costruite nel 1999.

## Percorso
| H7        |                             |        |      |
| Tipologia | Indicazione                 | ↓km↓   | ↑km↑ |
|           | Lendava A5                  | x,x km |      |
|           | Lendava-Dolga Vas           | x,x km |      |
|           | Lendava                     | x,x km |      |
|           | Confine di Stato - Ungheria |        |      |
|           | Körmend                     | x,x km |      |

## Dopo aver superato la frontiera
La strada dopo il confine con l'Ungheria si estende per altri 540 m di strada a due corsie. Originariamente al confine venivano fatti controlli alle vetture e alle persone che superavano la frontiera, mentre oggi vengono fatti controlli periodici ai camion merci.